# Chester City Football Club
O Chester City Football Club foi um clube de futebol da Inglaterra, localizado na cidade de Chester.

## História

### O início

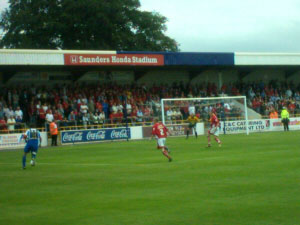
Vista de uma partida do Chester City.

Foi fundado em agosto de 1885 como Chester Football Club (não confundir com o clube homônimo fundado em 2010 para suceder os The Seals), após a fusão de dois clubes: o Chester Rovers e o Old King's Scholars FC. No início, disputava apenas partidas amistosas e torneios locais. A partir de 1890, o time participou de sua primeira competição oficial: a The Combination League, que envolvia equipes do norte e noroeste britânico e do País de Gales. Chegou até a participar da Copa de Gales na metade inicial do século passado, tendo inclusive conquistado 3 títulos da competição (1908, 1933 e 1947). Seus primeiros títulos foram na temporada 1908–09, com as citadas Copa de Gales e The Combination League.
Frequentador assíduo das divisões inferiores do futebol inglês, o Chester enfrentou várias dificuldades pelo baixo número de torcedores (a cidade de Chester possui atualmente mais de 77 mil habitantes) e também por sempre utilizar estádios acanhados, com capacidade para menos de 8 mil pessoas. Os problemas eram visíveis na década de 1930, quando o clube disputava a 3ª Divisão Norte, equivalente ao inexpressivo 14º nível na pirâmide do sistema de futebol inglês. Porém, conseguiu uma façanha na Copa da Inglaterra em 1933, vencendo o tradicional Fulham por 5 a 0.

## A presença na Division Four e a histórica campanha na Copa da Liga Inglesa de 1974–75
Em meados da década de 1950, o panorama melhorou para o time de Cheshire, que disputaria a 4ª divisão. Na temporada 1974–75, quando jogava a Division Four, o Chester alcançou outro feito: após passar por Walsall, Blackpool e Preston North End, chegou às oitavas-de-final da Copa da Liga Inglesa (Carling Cup) para enfrentar outra tradicional agremiação, o Leeds United. Com gols de John James (2) e Trevor Storton, os Blues venceram por 3 a 0 e seguiram para as quartas-de-final para enfrentarem o Newcastle United, o que já seria considerado um feito histórico para um modesto clube da 4ª divisão; o Chester não tomou conhecimento do favoritismo dos Magpies e também o eliminou com um gol de James. Na semifinal contra o Aston Villa, perdeu no placar agregado de 5 a 4.
Em 1978, o atacante galês Ian Rush surgiu nas categorias de base do Chester, e apesar de não ter conquistado nenhum título relevante pela equipe (marcou 18 gols em 34 partidas disputadas), chamou a atenção do Liverpool, que pagou 300.000 libras para contar com seus serviços.

## A renomeação para Chester City
Em 1983, a direção do Chester decidiu adicionar o sufixo "City" ao nome do clube, que passaria a se chamar Chester City Football Club. Nesta época, outro jogador que faria sucesso no futebol nacional estrearia profissionalmente pelos Blues: o lateral-direito Lee Dixon, que atuou por 14 temporadas pelo Arsenal e também jogaria pela Seleção Inglesa. O ápice na Football League foi ter jogado a 3ª divisão em 1986-87.

## A inauguração do novo estádio e o início da crise

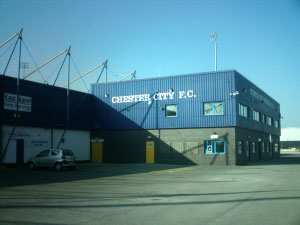
Deva Stadium, o estádio do Chester City.

A partir da década de 1990, os problemas de ordem financeira começariam a prejudicar o Chester City. Em 1992, inaugurou seu atual estádio, o Deva Stadium, com lotação máxima para 5.328 espectadores. Dois anos depois, uma crise interna generalizada causou a saída de seus principais jogadores e também do treinador Graham Barrow. Esses problemas fizeram com que o Chester City fosse relegado à Division Three (à época, 4ª divisão nacional).
Sob a administração de Mark Guterman, a equipe começou a sofrer colapsos financeiros a partir de 1998, entrando em estado de administração. Em 2000, os Azuis afundaram de vez ao caírem para a Football Conference (o campeonato semi-profissional da Inglaterra que corresponde à 5ª divisão). Depois de várias tentativas de escapar do rebaixamento e com raras participações nos play-offs de acesso, o clube voltou à 4ª divisão sob o comando de Mark Wright (ex-zagueiro do Liverpool) na temporada 2004–05. Entretanto, o caos administrativo ainda imperava sobre o Deva Stadium e na semana de reestreia, Wright deixaria o cargo. Keith Curle assumiu, mas não teve sucesso. Para evitar a queda à Conference, Wright foi recontratado e salvou o clube do rebaixamento.
A crise se instalou de vez no Chester a partir de então: além das constantes trocas de dono e do aumento das dívidas, foi desclassificado da FA Cup de 2006–07 pela escalação irregular do meia Stephen Turnbull diante do Bury, e a situação do clube piorou até ser rebaixado outra vez para a Conferência Nacional. Em 2009, agora sob a administração de Stephen Vaughan, entrou novamente em estado administrativo e perdeu 10 pontos. Com dívidas de 7 milhões de libras, o Chester City pediu concordata e desta vez teve 25 pontos retirados na classificação, resultado de várias regras infringidas, como dívidas e salários atrasados.
A pá de cal veio ainda em fevereiro de 2010: sem dinheiro e jogadores aptos a serem escalados, o clube não pagava atletas e funcionários, estava em crise com a torcida e com -25 na classificação geral, foi expulso pela Football Conference (entidade que rege as ligas semi-amadoras do futebol inglês). Seus resultados foram anulados e a Conference passaria a ter uma equipe a menos na disputa.
Para "ressuscitar" o Chester City, a família Vaughan tentou vendê-lo por uma libra, mas um consórcio dinamarquês não conseguiu comprar a equipe. Foi o golpe decisivo contra os Blues, que encerraram as atividades em março.

## Ídolos
- John Danby
- Ray Gill
- Eric Lee
- Cyrille Regis
- Lee Dixon
- Stuart Rimmer
- Ian Rush
- Tommy Astbury
- Derek Asamoah
- Angus Eve
- Roberto Martínez